# Орлово (Підляське воєводство)
Орлово (пол. Orłowo) — село в Польщі, у гміні Бакалажево Сувальського повіту Підляського воєводства.
Населення — 22 особи (2011).
У 1975—1998 роках село належало до Сувальського воєводства.

## Демографія
Демографічна структура станом на 31 березня 2011 року:
|          | Загалом | Допрацездатний вік | Працездатний вік | Постпрацездатний вік |
| -------- | ------- | ------------------ | ---------------- | -------------------- |
| Чоловіки | 11      | 4                  | 7                | 0                    |
| Жінки    | 11      | 1                  | 6                | 4                    |
| Разом    | 22      | 5                  | 13               | 4                    |